# Gambia Prison Service
Der Gambia Prison Service (GPS, auch Gambia Prisons Service oder Gambia Prison Services) ist die Strafvollzugsbehörde in Gambia.
Die Behörde ist zuständig für die Verwaltung und den Betrieb des gambischen Zentralgefängnisses Mile 2 in der Nähe von Banjul (2010: 500 Haftplätze), wo auch der Sitz von GPS liegt, sowie des Jeshwang Prison bei Old Jeshwang (2010: 200 Haftplätze) und eines Gefängnisses bei Janjanbureh (2010: 80 Haftplätze). Daneben existieren lokale Arrestzellen.
Der GPS ist dem Innenministerium untergeordnet. Die Zahl der Häftlinge wurde für 2014 mit ca. 1100 bei einer damaligen eigentlichen Kapazität von 650 Plätzen angegeben. 2002 lag die Zahl der Häftlinge noch unter 500.
Anfang 2022 bezeichnete die Truth, Reconciliation and Reparations Commission, die als Wahrheitskommission die Verbrechen in der Regierungszeit des früheren Präsidenten Yahya Jammeh aufklären sollte, die Zustände von 1994 bis 2017 als menschenunwürdig. Häftlinge seien gefoltert worden und Gewalt ausgesetzt gewesen. Es habe weder ausreichend medizinische Versorgung noch Lebensmittel zur Verfügung gestanden. Menschen seien wegen Bagatelldelikte oder ohne Gerichtsverfahren dort festgehalten worden.

## Leitung
Der GPS wird von einem Generaldirektor (Director General) geleitet. Bis Januar 2003 trugen die Leitungen die Bezeichnung Prison Commissioner oder Commissioner of Prisons.
| Amtszeit                         | Amtsinhaber                    | Anmerkung         |
| -------------------------------- | ------------------------------ | ----------------- |
| vor 1994 bis vor 1998            | Momodou Ceesay (geb. um 1956)  | auch Modou Ceesay |
| mindestens ab 2000 bis Juni 2007 | David Colley (um 1958; † 2023) |                   |
| 2007 bis 31. März 2008           | Agnes Rose Klu (gest. 2008)    |                   |
| April 2008 bis Januar 2012       | David Colley (um 1958; † 2023) |                   |
| Januar 2012 bis April 2013       | Bora Colley († 2025)           |                   |
| April 2013 bis Februar 2017      | David Colley (um 1958; † 2023) |                   |
| Seit Februar 2017                | Ansumana Manneh                |                   |